# Balasan (Iloilo)
Balasan is een gemeente in de Filipijnse provincie Iloilo op het eiland Panay. Bij de laatste census in 2010 telde de gemeente bijna 30 duizend inwoners.

## Geografie

### Bestuurlijke indeling
Balasan is onderverdeeld in de volgende 23 barangays:
| - Aranjuez - Bacolod - Balanti-an - Batuan - Cabalic - Camambugan - Dolores - Gimamanay - Ipil - Kinalkalan - Lawis - Malapoc | - Mamhut Norte - Mamhut Sur - Maya - Pani-an - Poblacion Norte - Poblacion Sur - Quiasan - Salong - Salvacion - Tingui-an - Zaragosa |

## Demografie
Balasan had bij de census van 2010 een inwoneraantal van 29.724 mensen. Dit waren 2.340 mensen (8,5%) meer dan bij de vorige census van 2007. Ten opzichte van de census van 2000 was het aantal inwoners gegroeid met 4.250 mensen (16,7%). De gemiddelde jaarlijkse groei in die periode kwam daarmee uit op 1,55%, hetgeen lager was dan het landelijk jaarlijks gemiddelde over deze periode (1,90%).

De bevolkingsdichtheid van Balasan was ten tijde van de laatste census, met 29.724 inwoners op 54,27 km², 547,7 mensen per km².